# ZDF Sonntagskonzert
Das ZDF Sonntagskonzert war eine Sendereihe des ZDF. Die Sendung lief sonntags zur Mittagszeit und startete am 5. Januar 1969. Sie lief bis zum 6. März 2005, als das ZDF die letzte Sendung ausstrahlte.

## Inhalt der Sendung
In den ersten Ausstrahlungen des Sonntagskonzerts wurden hauptsächlich Produktionen klassischer Musik gezeigt, die zudem ohne Moderation auskamen. In den Frühlings- und Sommermonaten gab es die Reihe Das Sonntagskonzert – auf Tournee. In diesen Sendungen wurden die ersten Moderatoren eingeführt, unter anderem Martin Hecht, Elke Kast, Jutta Arzt, Rudi Gamper, Sibylle Nicolai, Babette Einstmann. Im Jahr 1991 übernahm  Ramona Leiß die Sendereihe, die daraufhin wieder in Das Sonntagkonzert umgetauft wurde. Rudi Gamper übernahm jene Sendungen, die in Südtirol oder in Österreich produziert wurden. 1994 lösten Christine Maier und Wolfgang Binder die beiden ab. Diese führten bis 1999 durch die Sendung, bis Uta Bresan die Moderation übernahm. Björn Casapietra wurde von 2002 bis 2004 engagiert, hiernach übernahm Inka Bause die Sendung von 2004 bis zur Einstellung 2005.

## Moderation
- 1969: Ruth Kappelsberger
- 1969: Fred Rauch
- 1969–1972: Monika Meynert
- 1972–1974: Franziska Neff
- 1974–1979: Elfi von Kalckreuth
- 1979–1982: Maria Hellwig
- 1982–1984: Franz Steiner
- 1984–1985: Trudeliese Schmidt
- 1984–1985: Christian Boesch
- 1985–1989: Martin Hecht
- 1985–1989: Elke Kast
- 1989–1990: Sibylle Nicolai
- 1991–1993: Ramona Leiß
- 1994–1999: Christine Maier
- 1994–1999: Wolfgang Binder
- 1999–2002: Uta Bresan
- 2001–2002: Reiner Kirsten
- 2002–2004: Björn Casapietra
- 2004–2005: Inka Bause